# 코스피 100
KOSPI 100(코스피 100, Korea Composite Stock Price Index 100)은 KOSPI 200(코스피 200) 구성종목 중에서 산업 구분없이 시가총액이 큰 상위 100종목으로 구성된다. 한국거래소(KRX)는 2000년 1월 4일을 1000p로 하여 2000년 3월 2일부터 산출/발표하고 있다. 이 때 사용되는 시가총액은 당해연도 KOSPI 200 구성종목 정기심의에서 산정한 자료를 사용하며 차순위 20종목은 예비종목이 된다. 시가총액이 가장 큰 우량종목만으로 구성되므로 종목교체가 거의 없고 지수의 신뢰성과 연속성이 크다.

## 종목 변경
KOSPI 200과 마찬가지로 매년 1회 KOSPI 200 선물시장의 6월결제월의 최종거래일의 다음 매매거래일에 정기변경을 실시한다. 상장폐지, 관리종목지정 등 특별변경사유가 발생하는 경우 예비종목으로 교체한다. 정기변경에서는 주가지수의 안정성 제고를 위해 가급적 종목교체를 줄이고자 신규진입과 퇴출에 있어 KOSPI 200보다 강화된 기준을 적용한다. 신규로 구성종목에 선정되기 위해서는 시가총액순위가 구성종목수의 80% 이내여야 하며, 기존 구성종목이 퇴출되기 위해서는 시가총액 순위가 구성종목수의 120% 밖으로 벗어나야 한다. 기타 지수산출 및 관리방법은 KOSPI 200과 동일하다.

## 발표 방법
10초 단위로 산출되고 있으며, 한국거래소가 발행하는 통계간행물인 「KRX Market」 등에는 일별, 월별, 연도별 주가지수를 발표하고 있다.